# Nijnekalínovski
Nijnekalínovski (en rus: Нижнекалиновский) és un poble (un possiólok) de l'óblast d'Astracan, a Rússia, segons el cens del 2010 tenia 161 habitants.